# Feminal
Feminal fue una revista editada en Barcelona entre 1907 y 1917, escrita en catalán y distribuida en forma de suplemento de La Ilustració Catalana.

## Historia
De periodicidad mensual, fue editada en Barcelona entre 1907 y 1917, en forma de suplemento de La Ilustració Catalana, una «de las más importantes» de la prensa feminista en España. Estaba escrita en catalán.
Su directora fue la periodista Carmen Karr y contó con las colaboraciones de Palmira Ventós («Felip Palma»), Dolors Monserdá, Agnes Armengol, Maria Doménech, Caterina Albert («Víctor Català»), Sara Llorens, Lluïsa Vidal o Lola Anglada. Ha sido definido como una revista «de ideas conservadoras pero claramente feminista». Además de la defensa de los derechos de la mujer, la publicación también sostenía ideas catalanistas. Hubo una segunda época de la revista, en 1925, durante la dictadura de Primo de Rivera, pero escrita por entonces en castellano, de la cual sólo se conocen dos números.